# 불문학

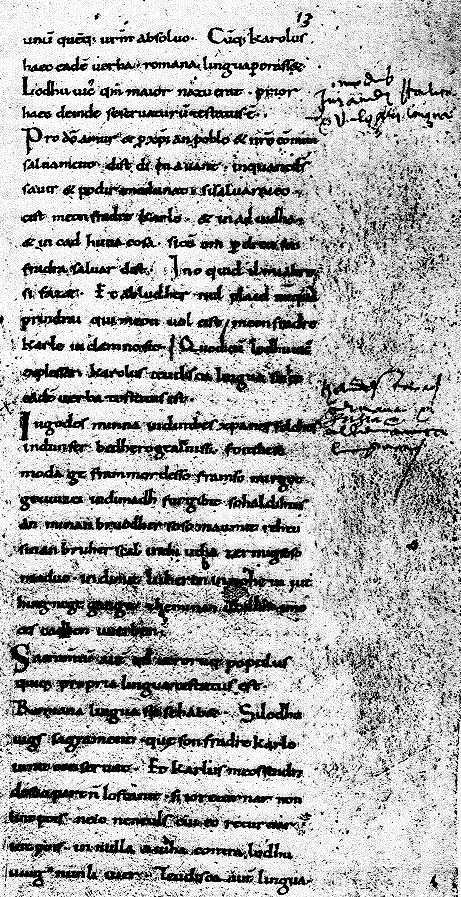
프랑스어로 된 가장 오랫동안 보존된 본문. 스트라스부르 서약.

불문학(佛文學) 또는 프랑스어 문학(-語 文學, Littérature de langue française)은 프랑스어로 쓰인 문학을 아울러 일컫는다.

## 프랑스어권 문학 또는 프랑스어 문학

### 프랑스 문학
- 프랑스 문학

8세기부터 불어 문헌이 발견되며 11세기부터 무훈시와 서정시를 통해 본격적인 문학활동이 시작된 프랑스 문학은 사실상 불문학의 절대적인 주류를 이루고 있다.

### 유럽의 불문학

#### 벨기에 불문학
- 벨기에 문학

벨기에와 스위스의 불어권 지방에서 창작된 문학도 불문학사에서 중요한 위치를 차지하고 있다.
현재의 벨기에에 해당하는 지역에는 16세기부터 불어가 상류층에서 사용되기 시작하나, 대다수 서민들의 언어는 왈롱어나 플라망어 등의 방언이었다. 현재의 벨기에는 1830년에 건국된 것으로, 오라녜 공 치하의 네덜란드 지배에 반발해서 독립한 불어권 국가로서, 모든 계층의 국민들을 불어화하려는 노력이 이루어졌다. 곧이어 19세기 말부터 벨기에 불문학은 개화기를 맞아, 모리스 마테를링크, 조르주 로덴바흐 등의 작가가 나오게 되었다. 현재 벨기에는 네덜란드어도 공히 쓰이는 이중 국어 사용국가가 되었으나, 불어권 벨기에의 문학 생명력은 아직도 활발하다.

#### 스위스 불문학
- 스위스 문학

스위스는 크게 독일어, 불어, 이탈리아어의 3국어권으로 나뉜 국가이다. 현대에 인구 60만 정도인 불어권 스위스는 비록 작으나 수많은 작가를 배출해왔으며, 볼테르나 장자크 루소 등의 프랑스 작가들이 스위스에 머물며 작품활동을 하기도 하였다. 다만 불어권 칸톤들은 일체적 정체성이 부족하고 이들이 19세기 초에 스위스의 일부가 되기 전까지 스위스는 사실상 독어권 국가였으므로, 프랑스 문학과 별개로 볼 수 있는 스위스 불문학 전통이 존재하는가는 논란의 대상이 되고있다.

### 비유럽 불문학
프랑스가 북미대륙과 아프리카대륙 등지에 식민지를 건설하면서 유럽대륙 외에서도 불어로 문학작품이 쓰이게 되었다. 유럽권의 불어와는 달리 보통 식민지의 불어는 상당히 다른 양태를 띠게 되므로, 그러한 차이에서 빚어지는 창작적 갈등은 특히 퀘벡 문학에 잘 드러나 있으며, 아프리카 제국 등의 작가들은 자신의 모국어와 불어를 혼합하여 창작하려는 시도를 하기도 하였다.

#### 캐나다 불문학
- 퀘벡 문학
- 아카디 문학

캐나다는 초기에 프랑스의 식민지였다가 영국에게 넘어간 곳으로, 현재도 퀘벡 주 및 동부의 기타 지역에서는 불어가 쓰이고 있다. 초기 누벨 프랑스에는 식민지 개척자들의 탐험문학이 주를 이루었고, 대영제국 치하 초기에는 불어 출판물의 인쇄소조차 없었기 때문에 문학전통이 미약했으나, 1830년대에 첫 캐나다 불어 소설이 출판되고 문학활동이 활발해졌으며, 1960년대 조용한 혁명이라는 사회변혁기를 맞이하면서 퀘벡의 문학전통을 기록, 연구하고자 하는 의지도 강해졌고, 또 주류 프랑스어의 문체만이 아니라 퀘벡 프랑스어 및 노동자계층 방언인 주알(Joual)로 창작하려는 시도도 이루어졌다.
일반적으로 캐나다의 불문학은 퀘벡 문학을 일컬으나 또다른 프랑스 식민지였던 아카디에서도 아카디 문학 전통이 있으며 앙토닌 마이예 같은 작가가 대표적이다.

#### 마그레브 불문학
- 모로코 문학
- 알제리 문학
- 튀니지 문학

프랑스의 식민지였던 마그레브의 세 국가에서는 20세기 초부터 프랑스어로 문학작품이 쓰여지기 시작했으며 이 불문학의 전통은 현재까지도 아랍어 문학과 더불어 계속되고 있다.

#### 흑인 불문학
- 네그리튀드

세네갈이나 콩고 등 사하라 이남의 프랑스, 벨기에 식민지에서 2차대전 이후로 흑인 불문학 작가들 사이에 반식민지주의, 흑인민족주의 등을 주제로 한 문학활동이 일어났으며 이를 네그리튀드라 한다. 에메 세자르나 레오폴 세다르 상고르 등이 대표적이다.

#### 그 외
아이티나 마르티니크 등 프랑스의 앤틸러스 구식민지나 해외영토인 레위니옹 등에서도 프랑스 문학과 구분되는 문학활동이 존재하고 있다.

## 같이 보기
- 프랑스어권